# Blekinge Läns Tidnings kulturpris
Blekinge Läns Tidnings kulturpris är ett svenskt kulturpris, instiftat 2010.
Priset delas sedan 2010 ut på hösten årligen av dagstidningen Blekinge Läns Tidning till nytänkande kulturutvecklare och kulturverksamma i Blekinge. Priset är på 50 000 kronor.

## Pristagare
- 2010 – Berth Nilsson, långvarig ledare för Lyckå Kammarmusik Festival
- 2011 – Hällevik Tradjazz Festival[1]
- 2012 – Lina Odell-Järlemyr och Lotta Niemi, textilkonstnärer[1]
- 2013 – Michael Helgesson, författare och kulturhistoriker[1]
- 2014 – Pinamackorna, tvärkonstnärlig trio[1]
- 2015 – Lars Lindquist, musiker[2]
- 2016 – Verateatern, humorgrupp från Karlshamn[1]
- 2017 – Wictor Ericsson, filmskapare[1]
- 2018 – Per Nilsson, författare[3]
- 2019 – Henrik JP Åkesson, filmregissör och filmproducent[4]
- 2020 – fyra priser delades ut till "dem som håller kulturen igång": Panncentralen och Mellanstadens Folkets hus, Sölvesborgs musikkår, Marinens musikkår och Annika Fagerberg samt Studieförbundet Vuxenskolan[5]
- 2021 – Max Grahn, Håkan Grahn och Adam Grahn, musiker[6]
- 2022 – Susanne Demåne, skulptör[7]
- 2023 – Föreningen Nässelfrossa[8]
- 2024 – Ulf ”Bitte” Appelqvist, musiker och Malin Mena, glaskonstnär[9]